# Black Head (Südgeorgien)
Das Black Head ist eine schroffe Landspitze aus dunklem Fels an der Nordküste Südgeorgiens, welche die Cook Bay im Nordwesten von der Possession Bay im Südosten trennt.
Wissenschaftler der britischen Discovery Investigations, die Vermessungsarbeiten des Gebiets in den Jahren 1929 bis 1930 durchführten, benannten sie deskriptiv nach ihrer Färbung.